# Саве Янев
Саве Йордан Янев (на македонска литературна норма: Саве Јордан Jанев) е офицер, генерал-майор от Северна Македония.

## Биография
Роден е на 3 декември 1948 г. във валандовското село Балинци. През 1963 г. завършва Икономическо училище в Гевгели, а през 1971 г. Военната академия на Сухопътните войски на ЮНА като интендант. Службата си започва като командир на учебен интендантски батальон в Скопие. Остава на този пост до 1974 г., когато е назначен за командир на рота в същия батальон. Между 1976 и 1979 г. е офицер по организационно-мобилизационните и личните работи в учебен интендантски батальон. От 1979 до 1981 г. отново е командир на рота в батальона. В периода 1981 – 1989 г. е началник на интендантската служба на трета армия. През 1986 г. завършва Центъра за висши военни школи. От 1989 до 1990 г. е началник-щаб на тилова база в трета армейска област. Между 1990 и 1991 г. е помощник-началник на интендантска служба в трета армейска област. В периода 1992 – 1996 г. е командир на тилов обучителен център. След това до 1997 г. е началник на отделение за логистична поддръжка в Армията на Република Македония. През 1999 г. завършва Академията на Въоръжените сили на Турция. От 1999 до 2000 г. е подсекретар на Министерството на отбраната, отговарящ за бойната политика и планиране. Между 2000 и 2001 г. е заместник-началник на Генералния щаб на Армията на Република Македония.В периода 2001 – 2004 г. е командир на G-4 в Генералния щаб на Армията на Република Македония. Междувременно от 2000 до 2002 г. е бил член на Военно-политическия съвет на бригада „Югоизточна Европа“.. Излиза в запаса през декември 2003 г.

## Военни звания
- Интендантски Подпоручик (1971)
- Поручик (1974)
- Капитан (1977)
- Капитан 1 клас (1980)
- Майор (1984)
- Подполковник (1989)
- Полковник (1994)
- Бригаден генерал (1999)
- Генерал-майор (2003)

## Награди
- Орден за военни заслуги със сребърни мечове, 1974 година;
- Орден на труда със сребърен венец, 1979 година
- Орден на Народната армия със сребърна звезда, 1987 година;
- Медал за 40 години ЮНА
- Медал за 50 години ЮНА